# Wilhelm Winter (Politiker, 1900)
Wilhelm Winter (* 15. Mai 1900 in Oberschwandorf; † 21. November 1973 in Bittelbrunn) war ein deutscher Landwirt und Politiker (BCSV, CDU).

## Leben
Winter war beruflich als Landwirt in Stockach tätig. Nach dem Zweiten Weltkrieg trat er in die BCSV ein, aus der später der badische Landesverband der CDU hervorging. Von 1947 bis 1952 war er Abgeordneter des Badischen Landtages.